# Ľudovít Rado
Ľudovít Rado (někdy psán v dobovém tisku jako Radó) (27. července 1914 Bratislava – 23. května 1992) byl slovenský fotbalista, československý reprezentant.

## Sportovní kariéra
Byl dvojnásobným mistrem Československa z let 1938 a 1939, oba tituly získal se Spartou Praha. Hrál za DSV Saaz (1935/36) a Spartu Praha (1936–1939)
Za československou reprezentaci odehrál 2 utkání, první roku 1934. druhé o čtyři roky později. Do listiny střelců se tento záložník nezapsal. Odehrál také 10 zápasů za slovenskou reprezentaci (1940–1942).